# 빈짱사
빈짱사(베트남어: Chùa Vĩnh Tràng)는 베트남 남부의 메콩강 삼각주 지역에 있는 미토 근처에 있는 불교 사원이다. 그것은 이 지역에서 가장 잘 알려진 절 중 하나이다. 이 절은 바오딘 운하의 둑 위에 위치한 미퐁 시진의 미호아 마을의 과일나무로 가득 찬 2만 ㎡의 자리에 서 있다.

## 개요

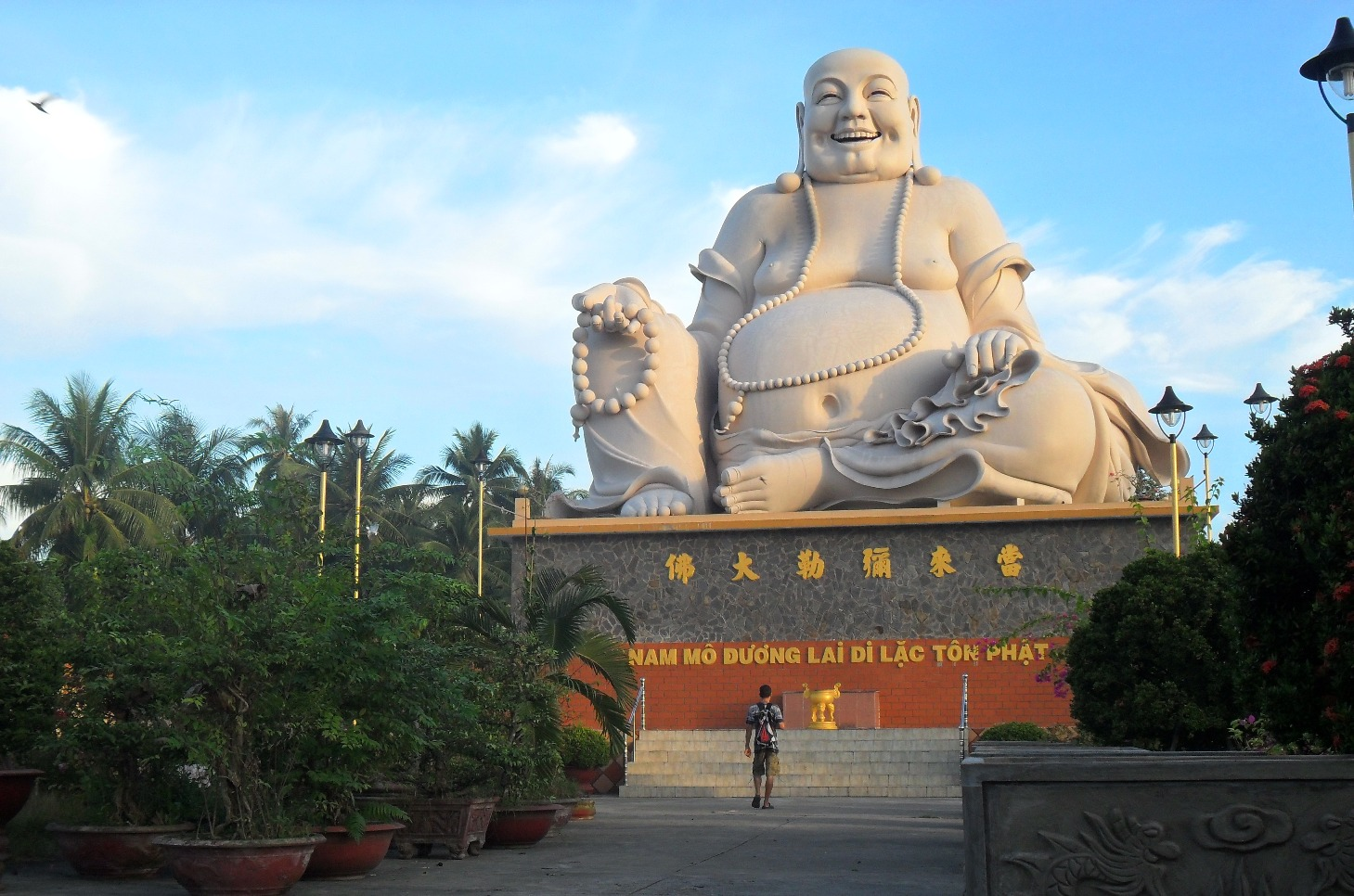
포대화상

19세기 중반에, 그 절은 건립을 주도한 부이꽁닷(Bùi Công Đạt) 현(縣) 서기의 노력을 통해 생겨났다. 그는 빈짱사에 승려 틱뜨럼(Thích Từ Lâm)을 영입하여 빈짱사를 관장하게 했다. 부이꽁닷의 사망 이후 틱후에당(Thích Huệ Đăn)이 나머지 공사 단계를 주재하고 1850년에 사원이 완공되었다.
1859년에서 1862년 사이에 프랑스 식민지군은 뜨득 황제의 응우옌 왕조의 군대와 싸웠다. 프랑스군이 우세했고 뜨득은 남부 3개 지방을 양도하여 코친차이나의 식민지가 되었다. 그 전투에서 빈짱사는 심각한 손상을 입었다. 틱후에당의 후계자는 틱티엔데가 이었고, 그는 재건 노력을 감독했다. 그가 죽은 후, 그 절은 사용되지 않게 되었다.
1890년, 틱짜차인은 삭뜨린트우사 승려를 모아 주지가 되었다. 이 새로운 거주자는 미토로부터 환영을 받았고 틱민프억의 제자였다. 1895년에 틱짜인허우는 사원을 완전히 개조했다. 1904년에 이 사원은 큰 태풍으로 황폐화되었고, 1907년에 대대적인 재건이 요구되었다. 틱짜인허우는 1923년 사망할 때까지 33년 동안 수도원장을 맡았다. 그의 후계자인 틱민단은 3중문과 본관, 그리고 가부장관을 포함한 추가적인 보수 공사를 조직했다.
주삼중문은 1933년 베트남 중부 후에 황실 수도에서 모집한 장인의 노동을 통해 건설되었다. 중앙문은 강철로 만들어졌고, 두 개의 측면문은 콘크리트로 만들어졌고 역사적인 성곽과 비슷하게 만들어졌다. 3중문은 또 하나의 큰 대문이 위에 있는 상층부를 가지고 있다. 오른쪽은 틱짜인허우의 동상이고 왼쪽은 틱민단의 동상이다. 두 조각상은 모두 동상으로 만들어졌고 응우옌 피호아인에 의해 만들어졌다. 사원의 정면은 유럽과 아시아 건축을 혼합한 스타일로 설계되어 있다.
사찰의 본관에는 아미타불, 석가모니, 각종 아라한, 포대화상불 등 다양한 불상이 여러 개 있다. 또한 틱짜인허우와 틱민단의 동상이 있다. 이 절에서 가장 오래된 세 개의 불상은 청동으로 만든 아미타불, 관세음보살, 지장보살상이다. 그러나 관세음의 동상은 오랫동안 유실되어 목제 교체가 이루어졌다. 옥황상(玉皇像)도 있는데, 대략 실제 사람 크기의 것이다.
18개의 아라한의 조각상은 나무로 조각되어 있으며, 1907년 남쪽의 장인들이 만들었다. 각각의 조각상은 대략 80cm의 높이와 58cm의 넓이다.
사찰의 정원은 많은 화분으로 장식되어 있으며 정기적으로 가꾸어져 있다. 한 나무 그늘 밑에는 틱짜인허우의 유골이 가로놓여 있다.
띠엔장성 불교 협회 이사회가 그 사원을 현재 사무실로 사용하고 있다. 관광객들과 순례자들을 위한 지방의 주요 행선지이다.

## 갤러리

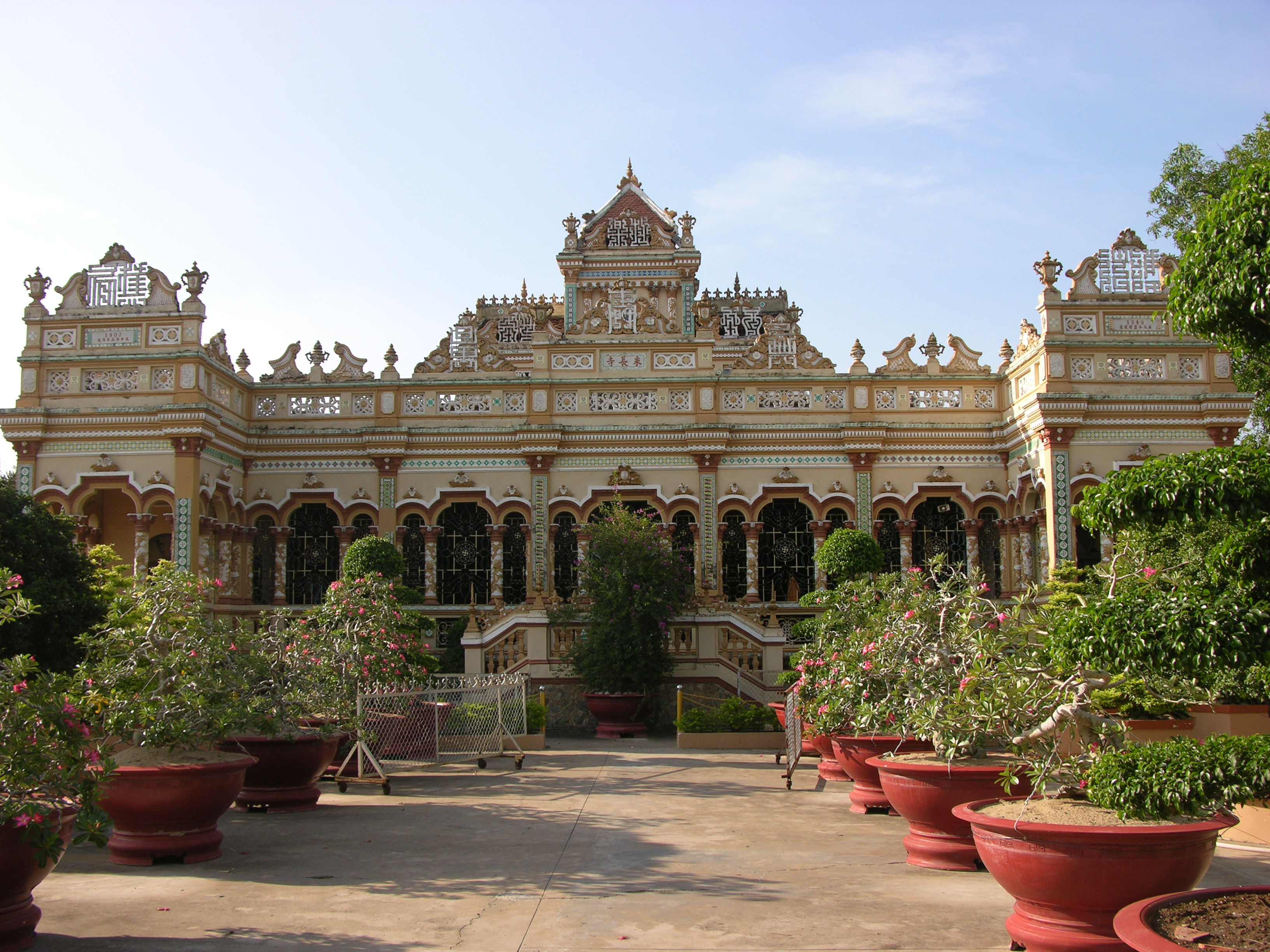
절 정면
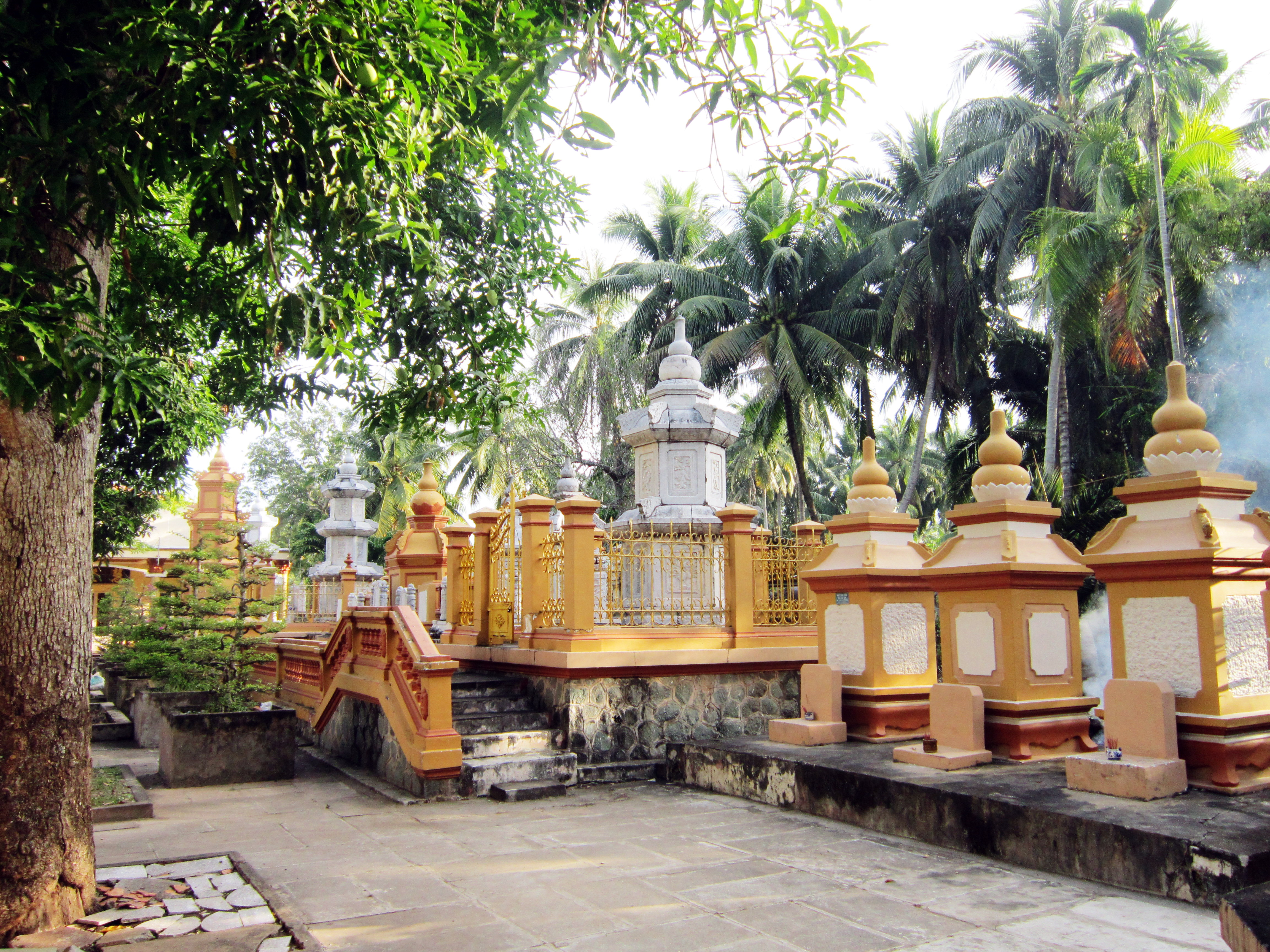
절 내부에 있느 부도탑
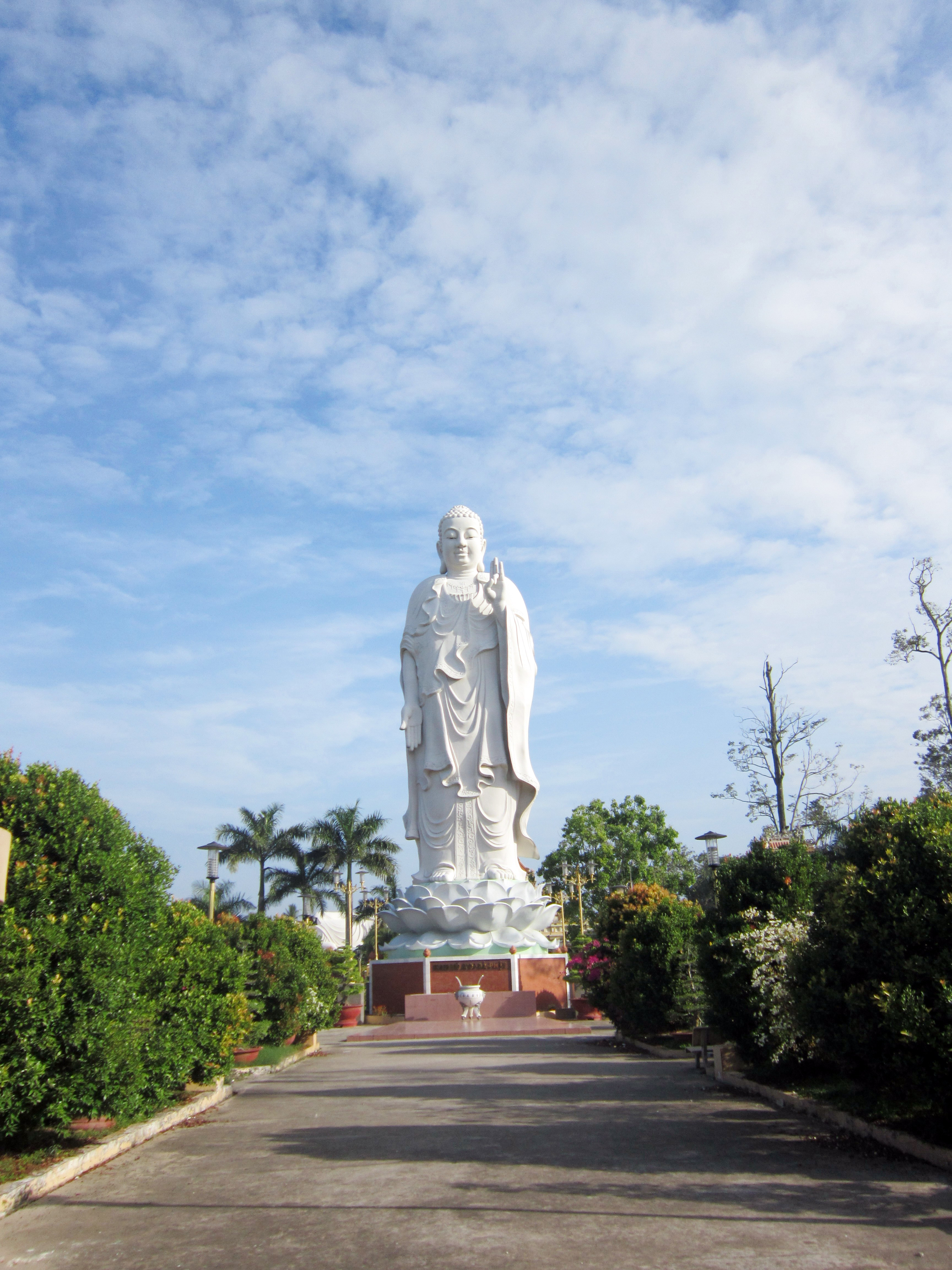
절 앞 아마타불
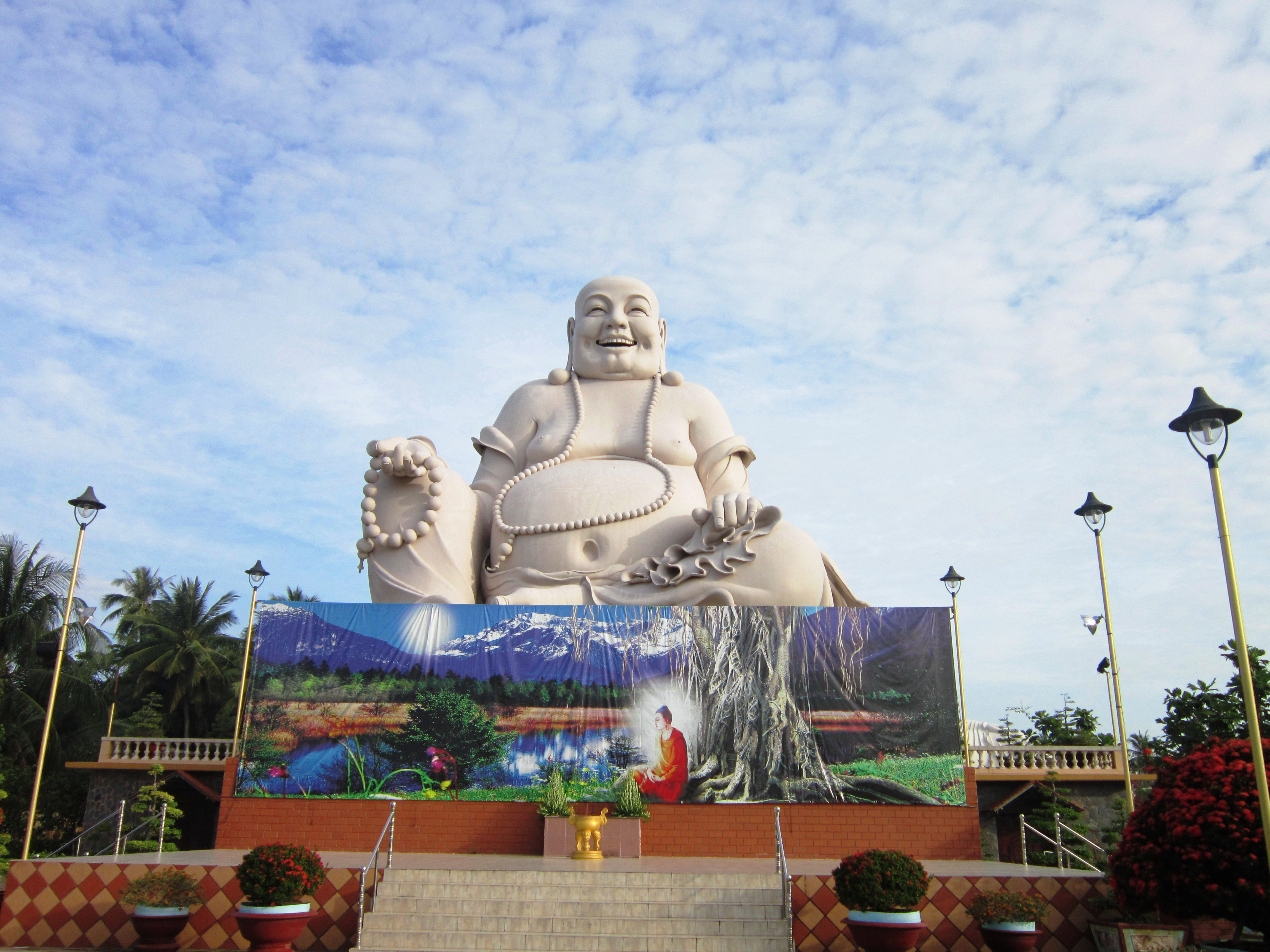
사원 측면의 포대 화상
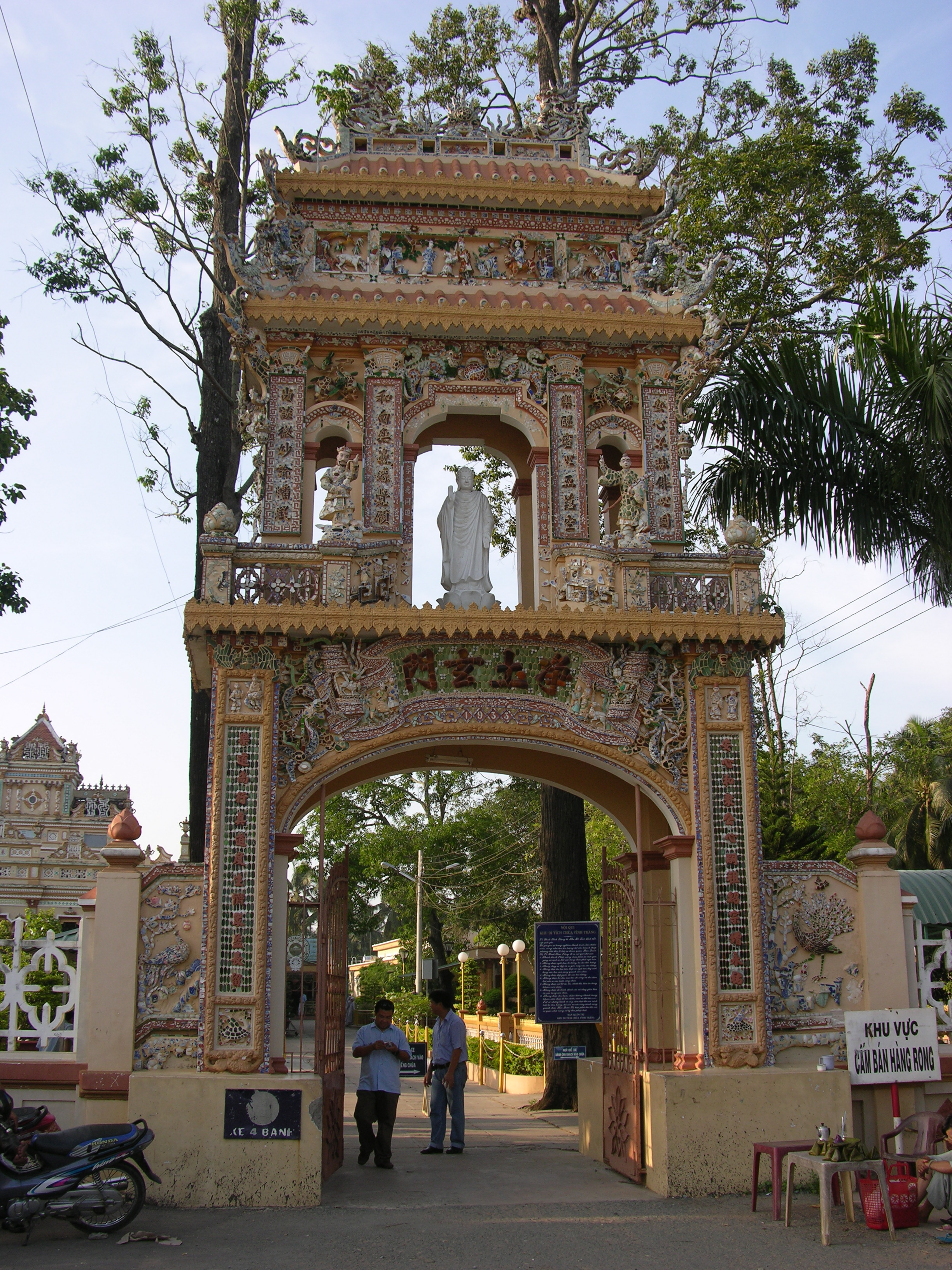
땀꽌의 작은 문
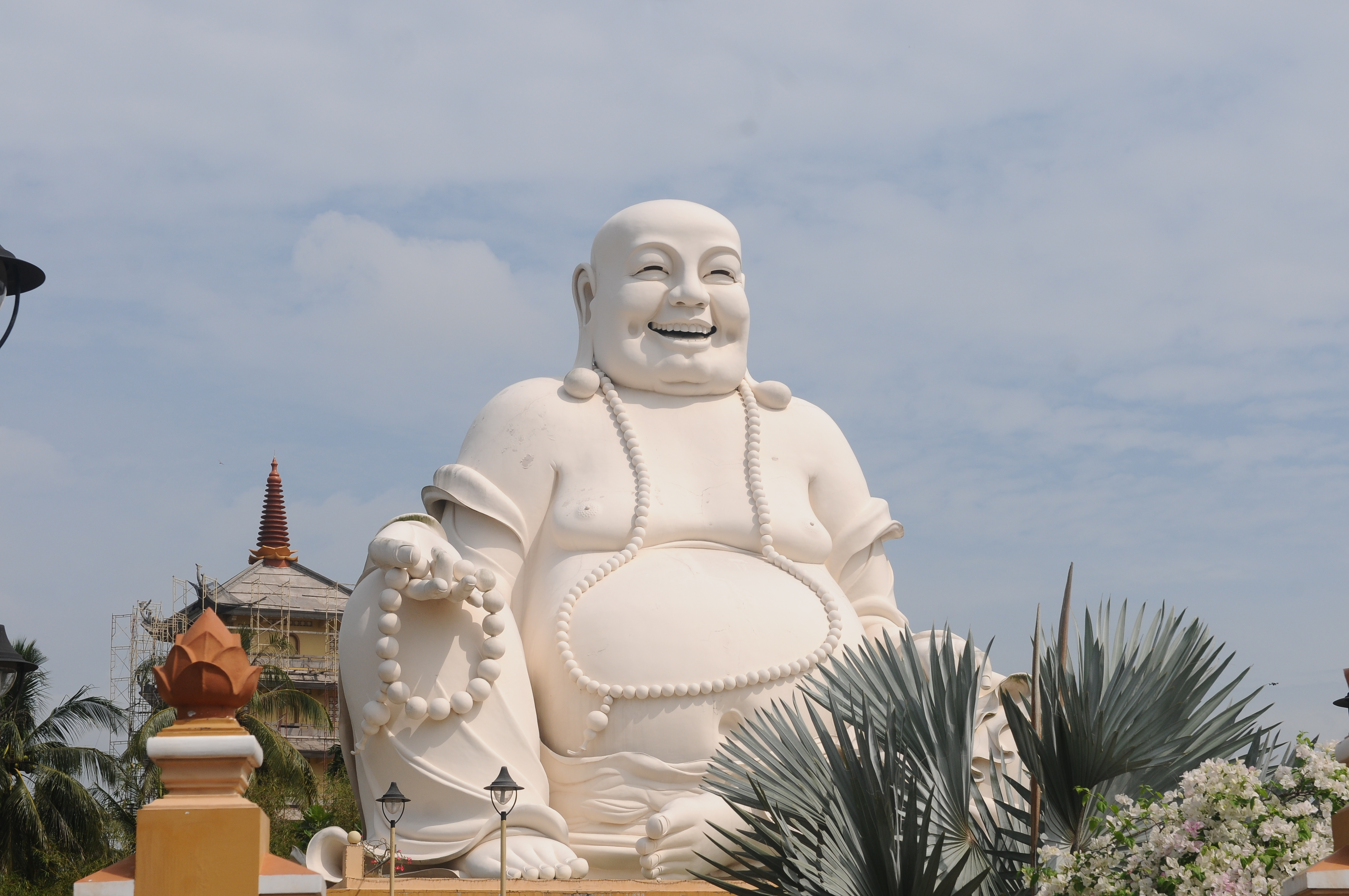
포대 화상
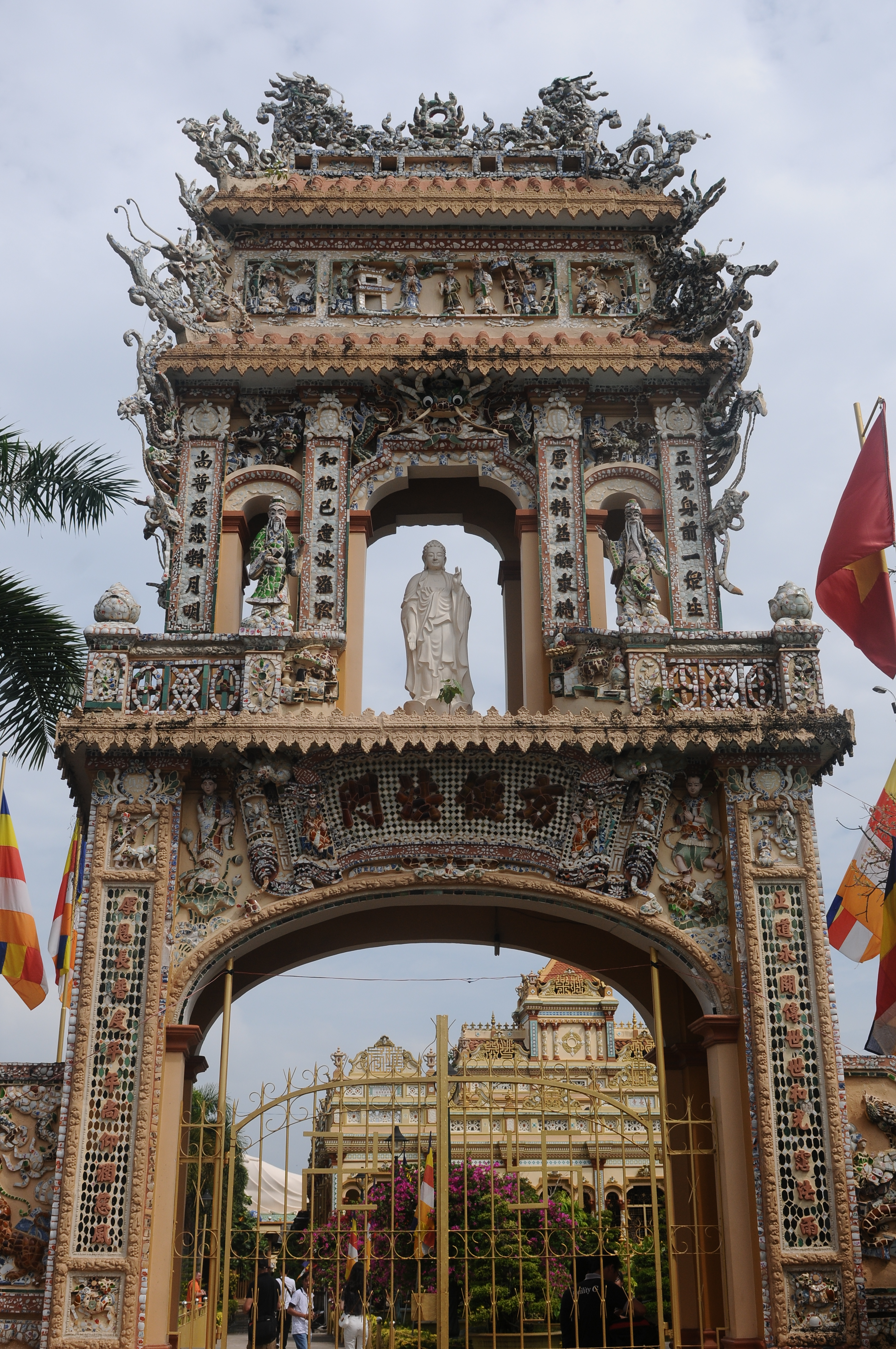
빈짱사의 문
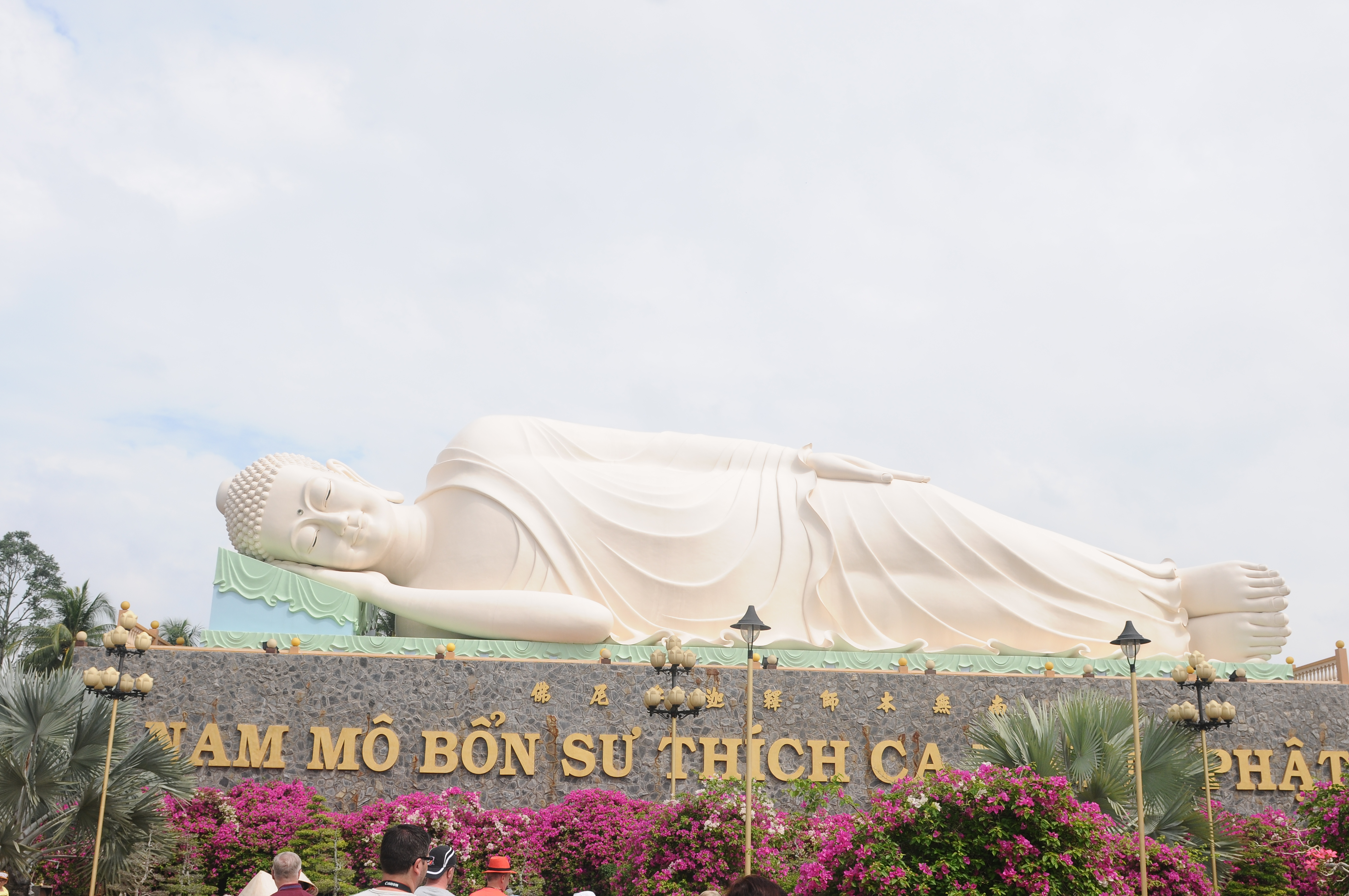
빈짱사의 와불
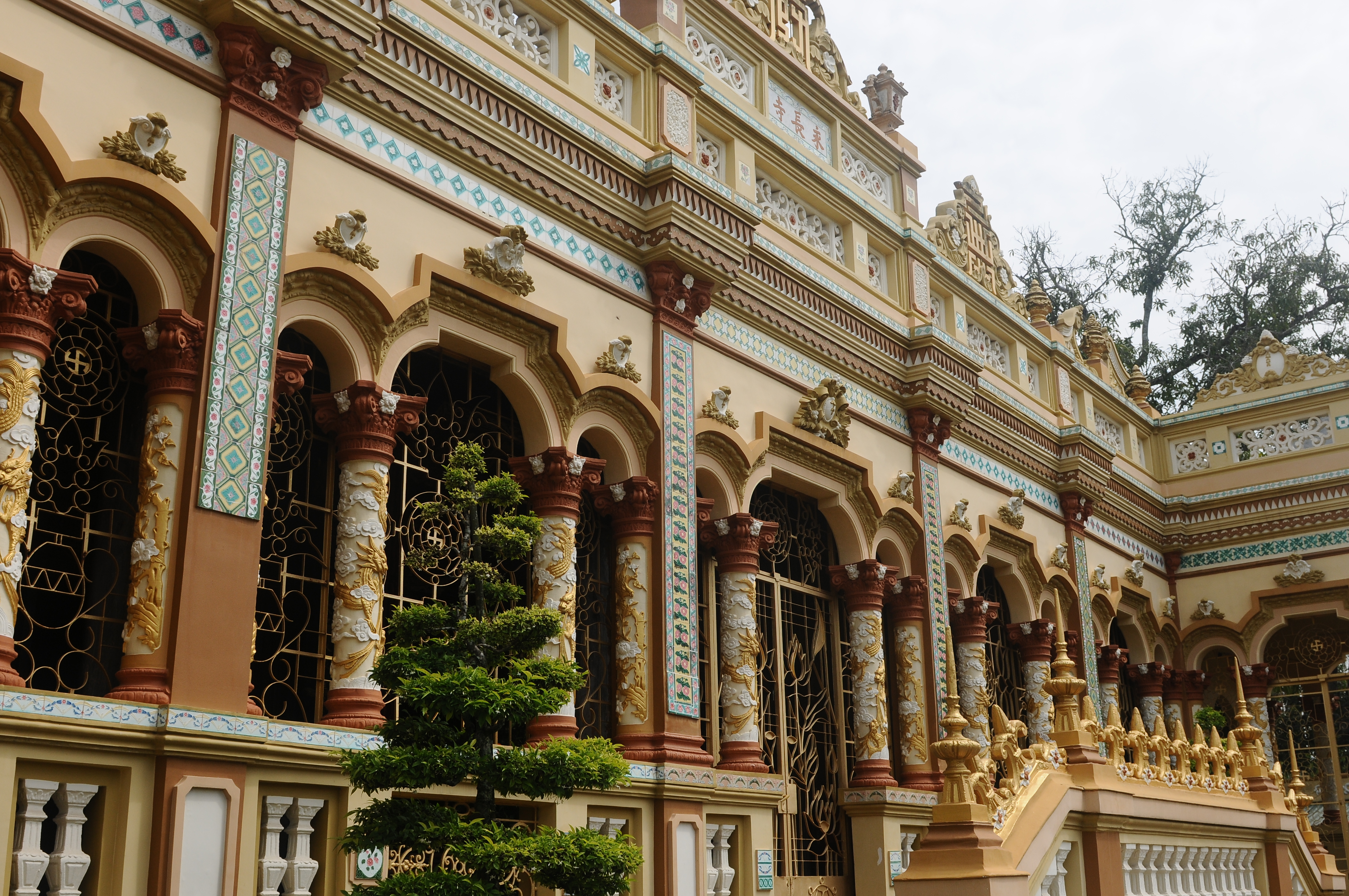
빈짱사의 건축 양식
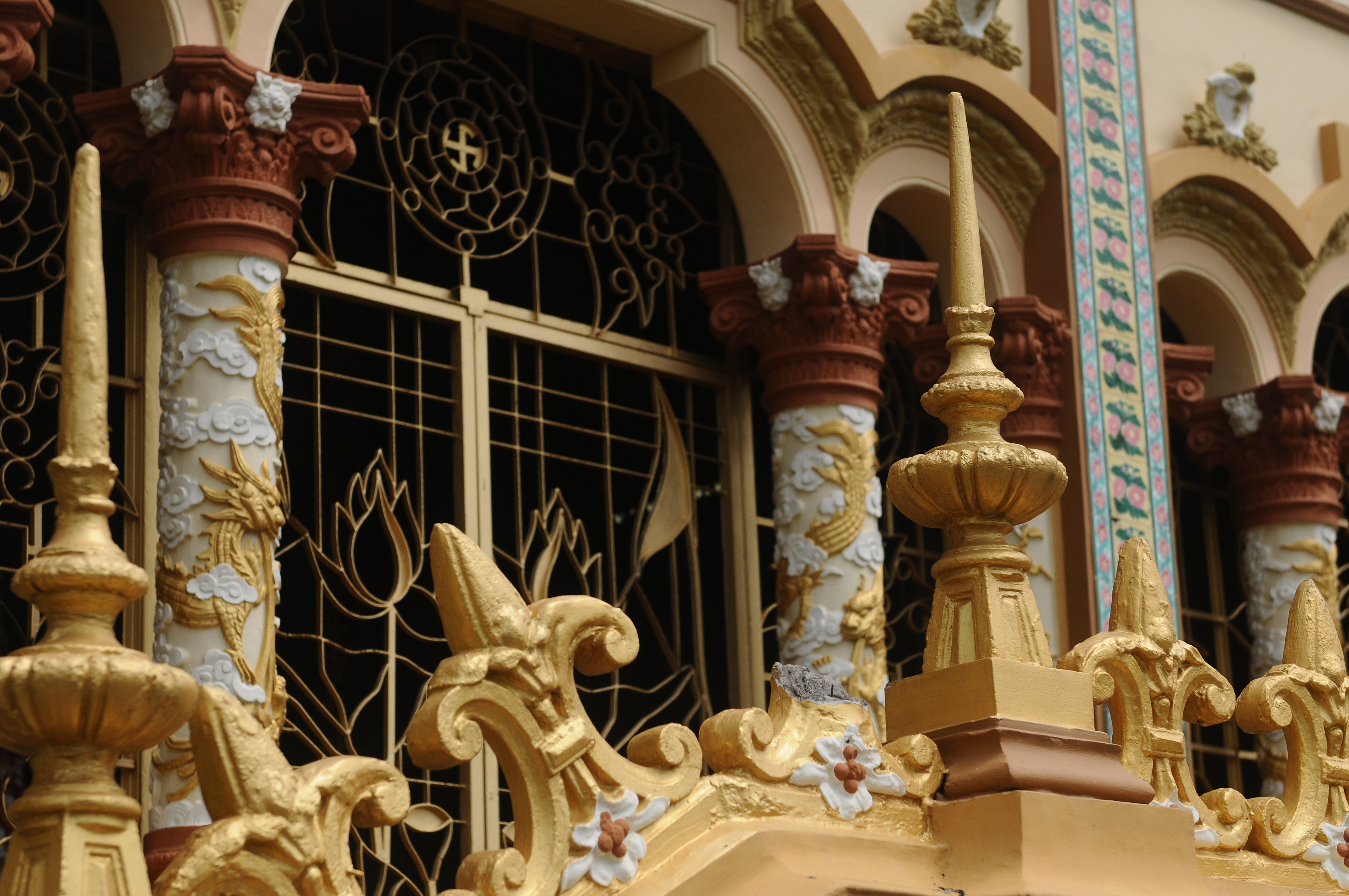
빈짱사의 건축 양식
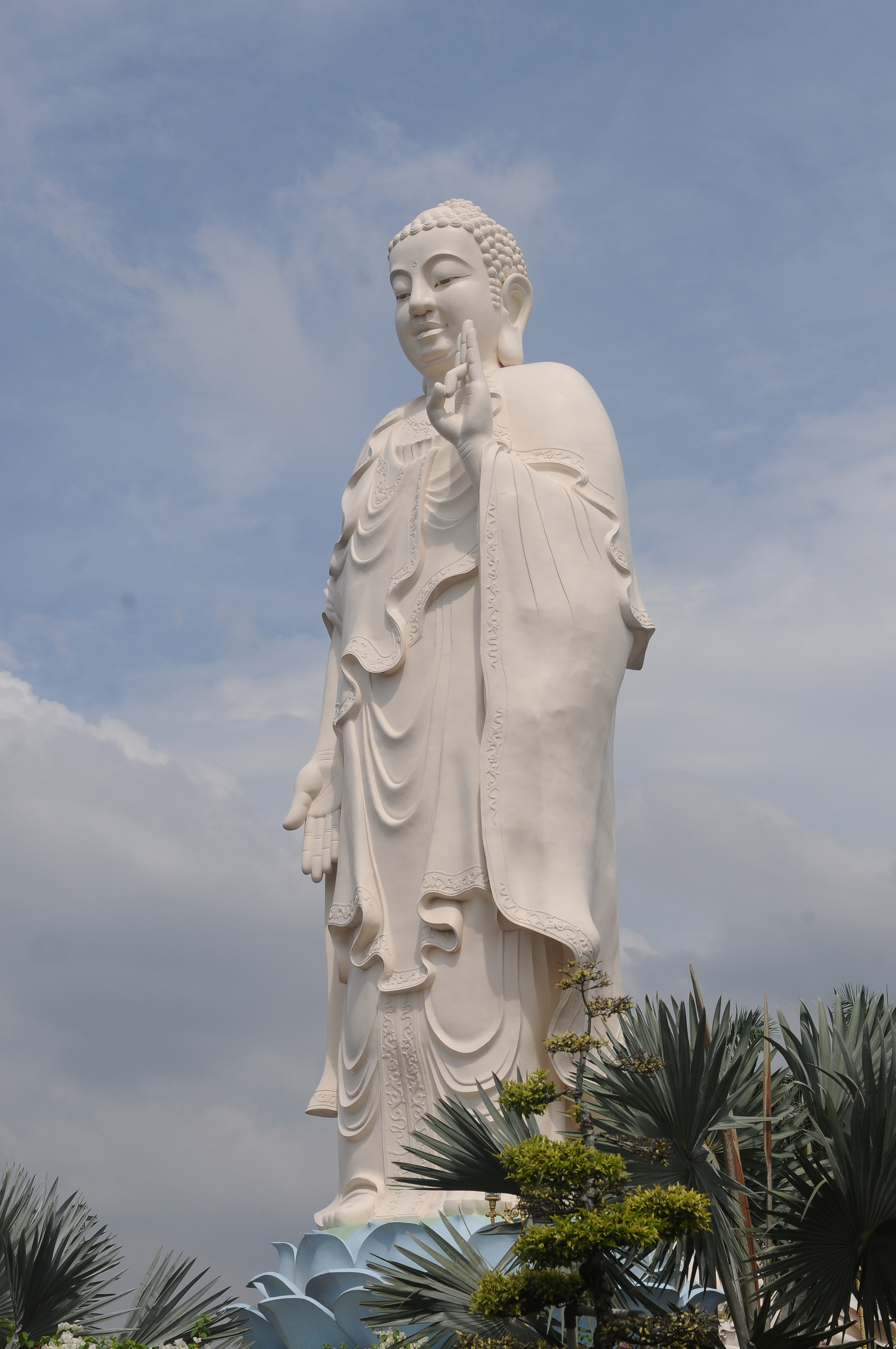
아마타불